# Bufotes boulengeri
Bufotes boulengeri, även kallad Pseudepidalea boulengeri, är en groddjursart som först beskrevs av Fernand Lataste 1879. Den ingår i släktet Bufotes och familjen paddor. IUCN kategoriserar arten globalt som livskraftig. Inga underarter finns listade i Catalogue of Life.

## Beskrivning
Paddan, som kan bli knappt 11 cm lång, har grönaktiga fläckar mot ljus botten. Huvudet är relativt stort, med de små trumhinnorna dolda under parotidkörtlarna. Ögonen är gröna.

## Ekologi
Paddan förekommer i habitat som skogar, buskage, torra gräsmarker, halvöknar och öknar (vanligtvis i eller nära oaser). Den gynnas troligtvis av konstbevattning som ger den ökade våtområden för fortplantning.

## Utbredning
Arten förekommer i Nordafrika i splittrade populationer från Västsahara, Marocko över Algeriet, Tunisien och Libyen till Egypten. Den har även påträffats på den italienska ön Lampedusa. Det råder ännu osäkerhet hur populationerna på Arabiska halvön, södra Israel och Jordanien skall föras taxonomiskt; till denna art, Bufotes variabilis eller någon annan art i grönpaddekomplexet.

## Taxonomi och kontroverser
Denna arts taxonomi är omstridd. Ursprungligen fördes den till släktet Bufo. När detta släkte delades upp på flera, hamnade den initialt i släktet Pseudepidalea. Flera auktoriteter anser emellertid att detta var felaktigt, IUCN betraktar det senare släktet som polyfyliskt, i alla fall för de så kallade grönpaddorna (denna art, Bufotes balearicus, Bufotes siculus, Bufotes variabilis och Bufotes viridis och förordar att de i stället skall föras till Bufotes.